# Ksantozin
Ksantozin je nukleozid izveden iz ksantina i riboze.